# 楚語
- 關於湖北地区的方言，請見「湖北话」。

楚語，又作楚言，為古代民族楚人使用的語言，今已滅絕。

## 概述
在先秦時代，楚人居住於今天湖北、湖南一帶，其語言與中原雅語、齊魯語或秦語等地方語言有不同。此時的楚語，稱為上古楚語。上古楚語難以重建，可以由楚辭等文獻進行部份復原。隨著楚国的擴張，楚語擴張到長江下。在楚國覆滅後，楚人大都轉移到湖南一帶。隋、唐至於宋代，楚語與吴语分離，南部（即湖南）一帶的方言被稱為中古湘語，最終逐步發展成现在的湘語；而其北部（即湖北）一帶的方言逐漸形成為现在的西南官話。

## 歷史分期

### 上古楚語
楚語是楚人的語言，其早期歷史不詳。隨著楚國建立，其勢力進入中原，並往湖南及長江下游擴張，開始有文獻記載。楚國的貴族一般都能說中原雅語，能夠與中原其他國家貴族溝通，但從一些記載中，可知楚語與中原雅語有不同之處。例如《左傳》記載，子元攻伐鄭國，擔心鄭國有埋伏，就改用楚語，下令軍隊撤退。孟子批評來自楚國的許行，是「南蠻鴃舌之人」。孟子也記載了楚國貴族有讓子弟學習齊語的狀況，說明楚語與齊語之間有差異。
關於楚人，存在“東來”、“西來”、“北來”、“土著”四說。由於族源的歧義，對於楚語的起源也就眾說紛紜。

## 語言學特徵
楚語已經消亡，在漢語典籍中，保留了部份單詞的發音，但沒有保存文法。在語言學界，上古楚語有屬於漢語族，或是苗瑶语兩種猜測。。